# František Václav Krejčí
František Václav Krejčí, křtěný František Libor (4. října 1867 Česká Třebová – 30. září 1941 Praha) byl český spisovatel, novinář, kritik a překladatel, politik, meziválečný poslanec a senátor za Československou sociálně demokratickou stranu dělnickou.

## Biografie
Už koncem 19. století se angažoval v sociálně demokratickém hnutí, kam přešel jako původně studentský aktivista blízký proudu takzvaných realistů, který měl zpočátku blízko ke Straně pokrokových socialistů. V roce 1896 se podílel na vzniku Dělnické akademie, jejíž zřízení inspiroval Tomáš Garrigue Masaryk. V letech 1897–1933 vedl kulturní rubriku deníku Právo lidu, která díky němu dosáhla vysoké úrovně.
V letech 1918–1920 zasedal v Revolučním národním shromáždění za Československou sociálně demokratickou stranu dělnickou. Později přešel do horní komory parlamentu. V parlamentních volbách v roce 1929 získal senátorské křeslo v Národním shromáždění. V senátu setrval do roku 1935.

## Výběr z díla
- Julius Zeyer: kritická studie. Praha: Hejda a Tuček, 1901. Dostupné online.
- Světový názor náboženský a moderní (dle přednášek, pořádaných Svazem socialistických monistů). 2. vyd. Praha: A. Svěcený, 1914. Dostupné online.
- Doba: essaye z roku 1915. Praha: B. Kočí, 1916. Dostupné online.
- Branka do literatury. Praha: Ústřední dělnické knihkupectví a nakladatelství, 1917. Dostupné online.